# Ventenac-Cabardès
 Ventenac-Cabardès  es una población y comuna francesa, en la región de Languedoc-Rosellón, departamento de Aude, en el distrito de Carcasona y cantón de Alzonne.
Está integrada en la Communauté de communes du Cabardès - Canal du Midi.

## Demografía
| 372 | 422 | 446 | 357 | 367 | 390 | 372 | 388 | 369 | 369 | 361 | 349 | 392 | 383 | 377 | 345 | 371 | 375 | 390 | 356 | 390 | 390 | 388 | 407 | 403 | 405 | 406 | 421 | 392 | 562 | 652 | 759 |
| Para los censos de 1962 a 1999 la población legal corresponde a la población sin duplicidades (Fuente: INSEE [Consultar]) |     |     |     |     |     |     |     |     |     |     |     |     |     |     |     |     |     |     |     |     |     |     |     |     |     |     |     |     |     |     |     |

El censo de 2005 (INSEE) le atribuye 846 habitantes.